# Glyptoscapus bivittatus
Glyptoscapus bivittatus är en skalbaggsart som beskrevs av Pierre Émile Gounelle 1909. Glyptoscapus bivittatus ingår i släktet Glyptoscapus och familjen långhorningar. Inga underarter finns listade i Catalogue of Life.